# سنجاب کوتوله سانتاندر
سنجاب کوتوله سانتاندر (نام علمی: Microsciurus santanderensis) نام یک گونه از سرده سنجاب کوتوله است.